# Ligne de Seurre à Chalon-sur-Saône
La ligne de Seurre à Chalon-sur-Saône est une ligne ferroviaire française, qui reliait jusqu'en 1945 les gares de Seurre, dans le département de la Côte-d'Or, et de Chalon-sur-Saône, dans le département de Saône-et-Loire. 
Elle est mise en service en 1887 dans l'optique de créer un itinéraire de Gray à Chalon-sur-Saône (via les lignes de Dijon-Ville à Saint-Amour et de Gray à Saint-Jean-de-Losne). 
La ligne est aujourd'hui fermée dans son intégralité, à l'exception de la section reliant Chalon-sur-Saône à Crissey, toujours ouverte au trafic fret.

## Historique

### Concessions
La section de Chalon-sur-Saône à Allerey-sur-Saône est concédée à la Compagnie du chemin de fer de Paris à Lyon par une convention signée le 20 avril 1854 entre le ministre des Travaux publics et la compagnie. Cette convention est approuvée par un décret impérial à la même date.
À la suite de la déconfiture financière de la Compagnie du chemin de fer Grand-Central de France, son démantèlement est organisé en 1857 au profit de la Compagnie du chemin de fer de Paris à Orléans et de la constitution de la Compagnie des chemins de fer de Paris à Lyon et à la Méditerranée par la fusion des compagnies du chemin de fer de Paris à Lyon et de Lyon à la Méditerranée aux termes d'une convention signée le 11 avril 1857. Cette convention est approuvée par décret impérial le 19 juin 1857.
La section de Seurre à Allerey, inscrite dans une ligne d'Auxonne à Chagny, est déclarée d'utilité publique par une loi le 27 juillet 1880. Elle est concédée à la Compagnie des chemins de fer de Paris à Lyon et à la Méditerranée par une convention signée entre le ministre des Travaux publics et la compagnie le 26 mai 1883. Cette convention est approuvée par une loi le 20 novembre suivant.
L'axe reliant Chalon-sur-Saône à Gray, permettant plusieurs embranchements importants (à Allerey sur la ligne de Chagny à Dole-Ville, à Seurre sur la ligne de Dijon-Ville à Saint-Amour et à Villers-les-Pots sur la ligne de Dijon-Ville à Vallorbe), constituait un doublement de la ligne de Paris-Lyon à Marseille Saint-Charles entre Dijon et Lyon, ce qui lui valut d'être classé "ligne stratégique" par le ministère de la guerre qui obtint qu'elle soit construite en double voie.
La ligne joua effectivement un rôle durant la Première Guerre mondiale en assurant en particulier l'accès au front des troupes américaines débarquées à Marseille. L'armée américaine construisit d'ailleurs un camp-hôpital militaire à Allerey-sur-Saône qui fonctionna en 1918-1919.

### Ouvertures
La section reliant Chalon-sur-Saône à Allerey est ouverte en 1871, à la même date que la section reliant Allerey-sur-Saône à Dole-Ville (qui appartient aujourd'hui à la ligne de Chagny à Dole-Ville).
Ces deux sections étant connectées à Allerey, une unique ligne, de Chalon-sur-Saône à Dole-Ville, existera jusqu'en 1887.
En 1887, l'ouverture d'une ligne de Seurre à Allerey, qui intervient en même temps que l'ouverture de la ligne de Chagny à Allerey amène le PLM à revoir les dénominations de ses lignes : la ligne de Chalon-sur-Saône à Dole-Ville disparaît au profit de la ligne de Chagny à Dole-Ville (qui connecte les sections de Chagny à Allerey et d'Allerey à Dole-Ville), et la section restante de Chalon-sur-Saône à Allerey est connectée à la ligne de Seurre à Allerey pour créer la ligne de Seurre à Chalon-sur-Saône.

### Fermetures
La section reliant Seurre à Allerey ferme au trafic voyageurs en 1938, puis au trafic marchandises en 1951.
La section reliant Chalon-sur-Saône à Allerey ferme au trafic voyageurs en 1954, mais reste ouverte au trafic marchandises.
En 2017, SNCF Réseau prend la décision de fermer au trafic marchandises la section reliant Crissey (non loin de Chalon-sur-Saône) à Allerey.
Aujourd'hui, seul le tronçon de Chalon-sur-Saône à Crissey reste ouvert au service marchandises, pour notamment permettre la desserte du port fluvial de Chalon-sur-Saône.

### Déclassement
Seule la section reliant Seurre à Allerey est déclassée, et ce depuis 1969.
Elle a notamment été déposée pour permettre la création d'une route départementale reprenant le tracé de la voie ferrée (RD 5 dans le département de Saône-et-Loire, et RD 12B et RD 35D dans le département de la Côte-d'Or).

## Infrastructure
À l'origine, la ligne était longue d'environ 35 kilomètres et était constituée de deux voies à écartement normal et non électrifiées.
La remise à voie unique de la ligne intervint dans les années 1960.
Aujourd'hui, la ligne n'existe plus que sur la section de Chalon-sur-Saône à Allerey, longue de 18 kilomètres et constituée d'une unique voie.